# Luke Davies

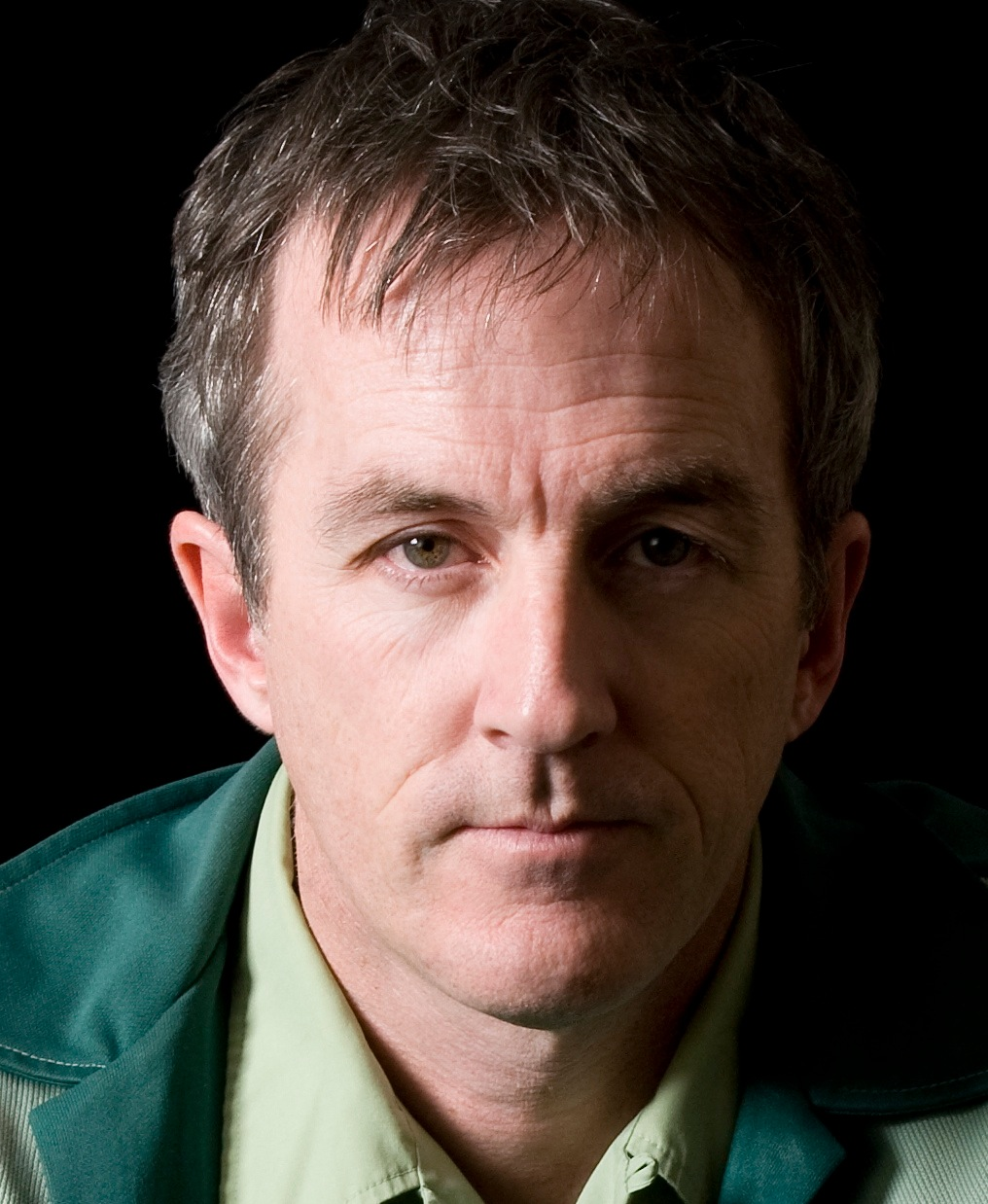

Luke Davies (1962) is een Australisch auteur. Hij schrijft zowel proza als poëzie en filmscripts. Zijn eerste gepubliceerde werk was een dichtbundel getiteld Four Plots for Magnets in 1982.
Davies begon met het schrijven van gedichten op zijn dertiende. Hij schreef toen na het lezen van John Steinbecks boek Cannery Row het gedicht Mack and the Boys, over een stel nietsnutten en alcoholisten. Een aantal jaar later raakte Davies zelf verslaafd aan heroïne, waarvan hij in 1990 afkickte. Deze periode vormde later het thema van het grootste deel van zijn boeken en dichtwerk, zoals Candy: A Novel of Love and Addiction, Isabelle the Navigator, Absolute Event Horizon, Running with Light en Totem.
Davies haalde een Bachelor of Arts aan de Sydney University.

### Boeken
- Candy: A Novel of Love and Addiction (1998, verfilmd als Candy in 2006)
- Isabelle the Navigator (2000)
- God of Speed (2008)

### Poëzie
- Four Plots for Magnets (1982)
- Absolute event horizon: poems (1994)
- Running with light: poems (1999)
- The Entire History of Architecture … and other love poems (2001)
- Totem : Totem poem plus 40 love poems (2004)

### Toneel & screenplay
- Candy
- Stag
- Division 7
- Merlo

## Prijzen
- Judith Wright Poetry Prize 2000 (voor Running With Light)
- Grace Leven Poetry Prize 2004 (voor Totem)
- Age's Poetry Book of the Year Award 2004 (voor Totem)
- Age Book of the Year Award 2004 (voor Totem)
- Philip Hodgins Memorial Medal for Poetry 2004
- South Australian Premier’s Literary Award 2005 (voor Totem)

- Bibsys: 4092609
- Biblioteca Nacional de España: XX1498112
- Bibliothèque nationale de France: cb150419890 (data)
- Catàleg d'autoritats de noms i títols de Catalunya: 981058524392006706
- Gemeinsame Normdatei: 122691164
- International Standard Name Identifier: 0000 0000 7825 3105
- Library of Congress Control Number: n95061270
- Nationale Bibliotheek van Tsjechië: xx0225192
- Nationale Bibliotheek van Israël: 987007310206505171
- Nederlandse Thesaurus van Auteursnamen: 303048263
- Istituto Centrale per il Catalogo Unico: UBOV223905
- Système universitaire de documentation: 142856657
- Virtual International Authority File: 179152138666910982806